# Giuseppe Candurra
Giuseppe Candurra (Palermo, 24 luglio 1932 – Corleone, 7 maggio 2020) è stato un calciatore italiano, di ruolo attaccante.

## Carriera
Conta due presenze in Serie A, entrambe con la maglia del Palermo.
Esordì a Firenze contro il Torino, reduce dalla tragedia di Superga, il 22 maggio 1949. Per far completare il campionato ai granata, la FIGC dispose che le ultime partite venissero giocate dalle selezioni giovanili: Candurra è così il più giovane esordiente della storia della società rosanero in Serie A (16 anni, 9 mesi e 28 giorni).
Nel campionato di Serie A 1949-1950 collezionò la seconda, ed ultima, presenza in maglia rosanero. Scese infatti in campo il 26 marzo contro la Triestina di Nereo Rocco.